# Памятник Фридриху Вильгельму Бесселю
Памятник Фридриху Вильгельму Бесселю — бронзовый бюст, установленный в честь немецкого математика и астронома Фридриха Вильгельма Бесселя на его родине в Кёнигсберге (нынешнем Калининграде).
Автор — скульптор Иоганн Фридрих Ройш. Был установлен в саду перед Кёнигсбергской обсерваторией в 1884 году, разрушенной в августе 1944 года в результате бомбардировки Кёнигсберга английской авиацией. Фридрих Бессель был основателем Кёнигсбергской обсерватории.
В 1975 году на месте утраченного памятника была установлена на трехступенчатом постаменте памятная плита из чёрного мрамора с эпитафией. Постановлением Правительства Калининградской области от 23 марта 2007 года № 132 памятная плита в честь Бесселя получила статус объекта культурного наследия местного (муниципального) значения.